# Mobile World Congress
GSMA Mobile World Congress, також відомий під назвою MWC (укр. Світовий Конгрес Мобільних технологій)  — зібрання світової мобільної індустрії, до складу якого входять міжнародна виставка мобільних технологій та конференція видатних CEO, які представляють операторів мобільного зв'язку, виробників обладнання, постачальників технологій, власників та постачальників контенту зі всього світу.
Проводиться з 1987 року. З 1996 до 2005 року відбувався у Каннах, відоміший як 3GSM World. З 2006 року проводиться у виставковому центрі Fira de Barcelona, Барселона, Каталонія, Іспанія. Відбувається цей захід один раз на рік у лютому, декілька тижнів перед початком CeBIT.

## Історія
Починаючи з 2013 року Mobile World Congress проводиться у новому Fira de Barcelona Gran Via, що забезпечує більшу площу для виставок.
У 2011 році GSM Association оголосила тендер на проведення Mobile World Congress, де перемогла Барселона, обігнавши такі міста, як Мілан, Мюнхен та Париж. Це означає, що Mobile World Congress буде проводитись у Барселоні до 2018 року.

## Учасники та відвідувачі
| Рік  | Дата проведення                     | Учасники | Країни | СЕО    | Журналісти | Відвідувачі | Виставкова площа (м²) | Джерело |
| ---- | ----------------------------------- | -------- | ------ | ------ | ---------- | ----------- | --------------------- | ------- |
| 2006 |                                     | 962      |        |        | 2 200      | 50 000      |                       | [ 5 ]   |
| 2007 |                                     | 1 300    |        | 9 200  | 2 250      | 55 000      |                       | [ 5 ]   |
| 2008 | 11 — 14 лютого                      | 1 300    |        | 8000+  | 2 700      | 55 000      | 29 000+               | [ 6 ]   |
| 2009 | 16 — 19 лютого                      | 1 300    | 189    | 2800+  | 2 400      | 47 000      | 57 000+               | [ 7 ]   |
| 2010 | 22 — 25 лютого                      | 1 300    | 200    | 2800+  | 2 400      | 49 000      | 56 000+               | [ 8 ]   |
| 2011 | 14 — 17 лютого                      | 1 400    | 200    | 3000+  | 2 900      | 60 000      | 58 600+               | [ 9 ]   |
| 2012 | 27 лютого — 1 березня               | 1 500    | 205    | 3500+  | 3 300      | 67 000      | 70 500                | [ 10 ]  |
| 2013 | 25-28 лютого                        | 1 700    | 200+   | 4300 + | 3,400 +    | 72,000      | 94,000                | [ 11 ]  |
| 2014 | 24-27 лютого                        |          | 200+   |        |            | 85 000      |                       | [ 12 ]  |
| 2015 | 2-5 березня                         |          | 200+   | 5000   | 3 800      | 93 000      | 100 000               | [ 13 ]  |
| 2016 | 27 лютого -2 березня                |          |        |        |            |             |                       |         |
| 2017 | 27 лютого -2 березня                | 2 300    |        | 6100   | 3 500      |             | 108 000               | [ 14 ]  |
| 2018 | 26 лютого -1 березня                | 2 400+   | 205    | 7700   | 3 500      | 107 000+    | 120 000               | [ 15 ]  |
| 2019 | 25 — 28 лютого                      | 2 400+   | 208    |        |            | 107 000+    |                       | [ 16 ]  |
| 2020 | Відмінено через спалах коронавірусу |          |        |        |            |             |                       |         |
| 2022 | 28 лютого — 3 березня               |          |        |        |            |             |                       |         |

## Новинки, що були представлені на виставці

### 2013
- 25 лютого
  - Компанія ZTE анонсувала свій смартфон ZTE Open, що працює під управлінням новітньої браузерної операційної системи Firefox OS[17][18]
  - Компанія AMD показала технологію Turbo Dock(при піддімкненні до планшету збільшує продуктивність, час автономної роботи, можливість працювати із клавіатурою)[19][20]

### 2014[21][22]
- 24 лютого:
  - компанія Qualcomm представила 8-ядерні процесори Snapdragon 610 і 615[23]
  - компанія Nokia представила свій перший смартфон, що працюватиме на операційній системі Android — Nokia X[24]
  - компанія Sony представила смартфон Sony Xperia Z2[25]
  - компанія Samsung представила смартфон Samsung Galaxy S5[26]
- 25 лютого:
  - компанія HTC представила смартфон HTC Desire 610[27]
  - компанія Sony представила розумні окуляри SmartEyeglass[28]
  - компанія Huawei представила фітнес трекер TalkBand B1[29]
- 26 лютого:
  - компанія LG представила смартфони LG G2 mini[30] і LG F70 і LG F90[31]
  - компанія Hewlett-Packard представила планшети ElitePad 1000 і 600 ProPad[32]
  - компанія SanDisk представила карту пам'яті MicroSD на 128 Гб[33]

### 2017
- 26 лютого:
  - компанія TCL презентувала під брендом BlackBerry смартфон BlackBerry KeyOne.[34]
  - компанія Huawei презентувала смартфони Huawei P10 і P10 Plus та розумний годинник Huawei Watch 2.[35]
  - компанія HMD Global презентувала смартфони Nokia 3, Nokia 5, Nokia 6, Nokia 8 та Nokia 3310.[36]
  - компанія LG презентувала смартфон LG G6 зі співвідношенням сторін екрану 18:9.[37][38]
  - компанія Sony презентувала смартфони Sony Xperia XZ Premium, Xperia XA1 та XA1 Ultra.[39]
  - компанія Lenovo презентувала під брендом Motorola смартфони Moto G5 та G5 Plus.[40]
- 27 лютого:
  - Компанія OPPO анонсувала технологію перескопічного телеоб'єктиву з 5x оптичним збільшенням.[41]
- 28 лютого:
  - компанія Meizu презентувала технологію швидкої зарядки Super mCharge потужністю 55 Вт, що заряджає смартфон з 0 до 60% за 10 хвилин.[42]

### 2018
- 25 лютого:
  - компанія TCL презентувала під брендом Alcatel смартфони Alcatel 1X, 3, 3X, 3V та 5.[43]
  - компанія LG презентувала смартфон LG V30S ThinQ.[44]
  - компанія Samsung презентувала смартфони Samaung Galaxy S9 та S9+.[45][46]
  - компанія HMD Global презентувала смартфони Nokia 1, Nokia 6.1, Nokia 7 Plus, Nokia 8 Sirocco та Nokia 8110 4G.[47][48]
- 26 лютого:
  - компанія Huawei презентувала 8.4 та 10.8-дюймові планшети Huawei MediaPad M5 та ноутбук Huawei Matebook X Pro з вебкамерою, що ховоється під кнопкою.[49]
  - компанія Sony презентувала смартфони Sony Xperia XZ2 та XZ2 Compact.[50]
- 28 лютого:
  - компанія ASUS презентувала смартфони Asus ZenFone 5, ZenFone 5Z та ZenFone 5 Lite.[51]

### 2019
- 24 лютого:
  - компанія Xiaomi презентувала глобальні версії смартфонів Xiaomi Mi 9[52] і Mi 9 SE та свій перший смартфон з 5G Mi MIX 3 5G.[53]
  - компанія Huawei презентувала свій перший гнучкий смартфон Huawei Mate X.[54]
  - компанія HMD Global презентувала смартфони Nokia 1 Plus, Nokia 3.2, Nokia 4.2, Nokia 9 PureView та кнопковий телефон Nokia 210.[55][56]
  - компанія TCL показала прототипи гнучких смартфонів[57] та презентувала під брендом Alcatel смартфони Alcatel 1s, 3 (2019), 3L, планшет Alcatel 3T 10 та колонку/док-станцію до планшета SK8088G.[58]
  - компанія LG презентувала смартфони LG G8 ThinQ, G8S ThinQ та V50 ThinQ.[59]
- 25 лютого:
  - компанія Sony презентувала смартфони Sony Xperia 1, Xperia 10, Xperia 10 Plus та Xperia L3.[60][61][62]
  - компанія SanDisk представила карту пам'яті MicroSD на 1 ТБ.[63]
  - компанія Lenovo презентувала смартфон-слайдер Lenovo Z5 Pro GT та фаблет Tab V7.[64][65]
  - компанія OnePlus презентувала свій прототип 5G-смартфона.[66]
  - компанія ZTE презентувала свій перший 5G-смартфон ZTE Axon 10 Pro 5G та смартфони бюджетного класу ZTE Blade V10 та V10 Vita.[67]
  - компанія ZTE під брендом Nubia презентувала смартфон-розумний годинник Nubia Alpha.[68][69]
  - компанія Sony показала свій прототип 5G-смартфона.[70]
- 26 лютого:
  - компанія Energizer презентувала смартфон Energizer Power Max P18K Pop з батареєю об'ємом 18000 мА·год та Energizer Ultimate U620S Pop.[71][72]

### 2020
Скасовано через спалах коронавірусу.

### 2022
- 27 лютого

- 28 лютого
  - компанія realme презентувала для глобального ринку смартфони realme GT2 та GT2 Pro, ноутбук realme Book Prime, TWS-навушники realme Buds Air3 та показала технологію швидкої 150-ватної зарядки UltraDart на прототипі realme GT Neo3.[73][74]
  - компанія HMD Global презентувала смартфони Nokia С21, C21 Plus та C2 2nd Edition, навушники Nokia Headphones і TWS-навушники Nokia Go Earbuds 2+ та ноутбук Nokia PureBook Pro.
  - компанія TCL презентувала смартфони TCL 30, 30 5G, 30+, 30E та 30 SE і планшети TCL NxtPaper MAX 10, Tab 10s 5G, Tab 10 FHD 4G та Tab 10 HD.[75][76]
  - компанія POCO презентувала смартфони POCO M4 Pro та X4 Pro 5G.[77]
  - компанія Honor презентувала смартфони Honor Magic4 і Magic4 Pro, годинник Honor Watch GS3 та TWS-навушники Honor Earbuds 3 Pro.
  - OPPO та OnePlus презентували техенологію швидкої 150-ватної зарядки SuperVOOC, що у лабораторному тесті зарядила смартфон з акумулятором ємністю 4500 мА·год з 1 % до 50 % лише за 5 хвилин та до 100 % за 15 хвилин.[78]